# Elisha D. Cullen
Elisha Dickerson Cullen (* 23. April 1799 in Millsboro, Delaware; † 8. Februar 1862 in Georgetown, Delaware) war ein US-amerikanischer Politiker. Zwischen 1855 und 1857 vertrat er den Bundesstaat Delaware im US-Repräsentantenhaus.

## Werdegang
Elisha Cullen besuchte das Princeton College, aus dem später die Princeton University hervorging, und studierte anschließend Jura. Nach seiner im Jahr 1821 erfolgten Zulassung als Rechtsanwalt begann er in Georgetown in seinem neuen Beruf zu arbeiten. Politisch ist er erst in den 1850er Jahren als Mitglied der American Party in Erscheinung getreten.
Bei den Kongresswahlen des Jahres 1854 wurde er gegen den demokratischen Amtsinhaber George R. Riddle in das US-Repräsentantenhaus in Washington, D.C. gewählt. Cullen trat sein Mandat am 4. März 1855 an und konnte es bis zum 3. Januar 1857 für nur eine Legislaturperiode ausüben, weil er bei den Wahlen des Jahres 1856 William G. Whiteley unterlag. Nach dem Ende seiner Zeit im Kongress arbeitete Cullen wieder als Rechtsanwalt. Er starb 1862 in Georgetown.